# Guts (Olivia Rodrigo)
Guts è il secondo album in studio della cantante statunitense Olivia Rodrigo, pubblicato l'8 settembre 2023 dalla Geffen. La versione Spilled è uscita il 22 marzo 2024.

## Antefatti
Il 21 maggio 2021 Olivia Rodrigo ha pubblicato il suo album di debutto in studio, Sour, riscuotendo un  enorme successo in termini di pubblico e critica. Prodotto da Dan Nigro, è diventato l'album più ascoltato in streaming del 2021 e ha portato la cantante alla vittoria di tre Grammy Award, tra cui miglior artista esordiente. Il disco è stato promosso attraverso il Sour Tour, che consisteva in 48 spettacoli in Nord America ed Europa, nella primavera del 2022. Nell'agosto 2021, Rodrigo ha rivelato che il suo prossimo disco sarebbe «probabilmente [stato] molto più felice» del suo debutto.
In un'intervista concessa a Billboard nel febbraio 2022, Rodrigo ha confermato che Nigro avrebbe mantenuto il suo ruolo di produttore anche per il secondo album e di aver un titolo e alcuni pezzi pronti poiché il suo obiettivo era quello di «fare il più possibile» prima di intraprendere il Sour Tour. Alla fine del 2022, la cantante ha ribadito di essere al lavoro su nuova musica.
L'8 gennaio 2023 ha iniziato ad anticipare l'uscita di nuova musica. All'inizio di giugno 2023, il sito web di Rodrigo è stato aggiornato con un conto alla rovescia che si sarebbe concluso il 30 giugno. Il 13 giugno Rodrigo ha annunciato ufficialmente il primo singolo dell'album, Vampire, in uscita il 30 giugno, e ha rivelato la copertina del singolo. Il 20 giugno, attraverso un messaggio di segreteria inviato ad alcuni fan, ha condiviso un'anteprima di Vampire e insieme a una parte strumentale al pianoforte. Il 26 giugno 2023 il sito web della cantante ha rivelato il titolo ufficiale dell'album, Guts, e la sua data di uscita mandando tramite la news letter un'email ai fan.
Successivamente, Rodrigo ha pubblicato la copertina ufficiale e ha confermato ufficialmente il progetto sulla rete sociale. In una dichiarazione, Rodrigo ha condiviso che l'album parla di «dolori della crescita» e di capire chi è a questo punto della sua vita. Ha aggiunto che si sentiva come se fosse «cresciuta di 10 anni tra i 18 e i 20 anni», un processo che descrive come una parte naturale della crescita, che spera di riflettere con il disco.

## Singoli

### Vampire
Vampire, il singolo principale di Guts, è stato pubblicato il 30 giugno 2023, tramite piattaforme di streaming, formati da 7 pollici e CD singolo; gli ultimi due presentano inoltre una versione demo della canzone. Un video musicale di accompagnamento per la canzone, diretto da Petra Collins, è stato caricato sul canale YouTube di Rodrigo contemporaneamente all'uscita del singolo. La canzone ha debuttato in cima alla Billboard Hot 100 degli Stati Uniti, diventando la sua terza numero uno. Ha anche raggiunto la vetta delle classifiche in Australia, Canada, Irlanda, e Nuova Zelanda.

### Bad Idea Right? e Get Him Back!
Bad Idea Right? è stato pubblicato l'11 agosto come secondo singolo, mentre Get Him Back! è stato mandato alle stazioni radiofoniche italiane come terzo estratto una settimana dopo l'uscita del disco.

### Obsessed
Obsessed è una delle tracce esclusive di Guts, pubblicata in un vinile speciale insieme ad altre 3 tracce e nei vinili dell'album. Con l'uscita della versione Spilled, è stata pubblicata come singolo.

## Tour
Il 13 settembre vengono annunciate le date nordamericane ed europee del Guts World Tour, sua prima tournée nelle arene, il cui avvio è stato fissato al febbraio 2024. Il 9 ottobre, la cantante si esibisce con le tracce dell'album in un concerto esclusivo a Los Angeles, trasmesso il giorno seguente su YouTube e il cui ricavato è stato destinato all'organizzazione non-profit Fund 4 Good. Il concerto è stato anche 

## Tracce
Testi e musiche di Olivia Rodrigo e Daniel Nigro, eccetto dove indicato.
1. All-American Bitch – 2:45
2. Bad Idea Right? – 3:04
3. Vampire – 3:39
4. Lacy – 2:57
5. Ballad of a Homeschooled Girl – 3:23
6. Making the Bed – 3:18
7. Logical – 3:51 (Olivia Rodrigo, Julia Michaels, Daniel Nigro)
8. Get Him Back!  – 3:31
9. Love Is Embarassing – 2:34
10. The Grudge – 3:09
11. Pretty Isn't Pretty – 3:19 (Olivia Rodrigo, Amy Allen, Daniel Nigro)
12. Teenage Dream – 3:42

Tracce esclusive della versione Guts (spilled)
1. Obsessed – 2:46
2. Girl I've Always Been – 2:00
3. Scared of My Guitar – 4:22
4. Stranger – 3:14
5. So American – 2:49

Note
- Tutti i titoli dei brani sono resi graficamente in minuscolo.

## Classifiche

### Classifiche settimanali
| Classifica (2023) | Posizione massima |
| ----------------- | ----------------- |
| Australia         | 1                 |
| Austria           | 2                 |
| Belgio (Fiandre)  | 1                 |
| Belgio (Vallonia) | 4                 |
| Canada            | 1                 |
| Croazia           | 3                 |
| Danimarca         | 3                 |
| Finlandia         | 3                 |
| Francia           | 5                 |
| Germania          | 1                 |
| Giappone          | 30                |
| Grecia            | 9                 |
| Irlanda           | 1                 |
| Islanda           | 2                 |
| Italia            | 3                 |
| Lettonia          | 1                 |
| Lituania          | 2                 |
| Norvegia          | 1                 |
| Nuova Zelanda     | 1                 |
| Paesi Bassi       | 1                 |
| Polonia           | 2                 |
| Portogallo        | 1                 |
| Regno Unito       | 1                 |
| Repubblica Ceca   | 2                 |
| Slovacchia        | 3                 |
| Spagna            | 1                 |
| Stati Uniti       | 1                 |
| Svezia            | 1                 |
| Svizzera          | 2                 |
| Ungheria          | 6                 |

### Classifiche di fine anno
| Classifica (2023) | Posizione |
| ----------------- | --------- |
| Australia         | 18        |
| Austria           | 39        |
| Belgio (Fiandre)  | 26        |
| Belgio (Vallonia) | 104       |
| Francia           | 144       |
| Germania          | 57        |
| Islanda           | 83        |
| Nuova Zelanda     | 22        |
| Paesi Bassi       | 24        |
| Polonia           | 78        |
| Portogallo        | 12        |
| Regno Unito       | 15        |
| Spagna            | 27        |
| Stati Uniti       | 52        |
| Svizzera          | 74        |
| Ungheria          | 42        |
| Classifica (2024) | Posizione |
| Polonia           | 62        |
| Portogallo        | 14        |
| Ungheria          | 58        |